# Jonathan Rivera
Jonathan Rivera Vieco, más conocido como Jonathan Rivera (Valencia, 25 de enero de 1979) es un jugador de balonmano español que juega de lateral izquierdo en el Coburg 2000.
En Alemania ha desarrollado la mayoría de su carrera después de dejar el BM Valencia, el club en el que comenzó a jugar al balonmano.

## Clubes
- BM Valencia (1993-2004)
- Füchse Berlin (2004-2005)
- Dessau-Roßlauer HV (2005-2008)
- Füchse Berlin (2008-2009)
- Coburg 2000 (2009- )